# Planodema granulata
Planodema granulata är en skalbaggsart som först beskrevs av Aurivillius 1928.  Planodema granulata ingår i släktet Planodema och familjen långhorningar.
Artens utbredningsområde är Zimbabwe. Inga underarter finns listade i Catalogue of Life.